# 死霊のはらわた (1981年の映画)
『死霊のはらわた』（しりょうのはらわた、原題: The Evil Dead）は、1981年のアメリカのスーパーナチュラル・ホラー映画。サム・ライミが監督・脚本、ロバート・タパートが製作、ライミ、タパート、ブルース・キャンベルが製作総指揮を務め、エレン・サンドワイズ、リチャード・デマニンコル、ベッツィー・ベイカー、テレサ・ティリーらが出演している。
米国で240万ドル、全世界で270万ドルから2940万ドルの興行収入を記録した。公開当初とその後の批評家の評価は、いずれも好意的なものだった。この作品は、最も重要なカルト映画のひとつであり、史上最高のホラー映画のひとつとして、また、最も成功したインディペンデント映画のひとつとして評価されている。この作品によってライミ、タパート、キャンベルの3人はキャリアをスタートさせた。
ライミが脚本・監督を務めた2つの直接的な続編『死霊のはらわたII』（1987年）と『キャプテン・スーパーマーケット』（1992年）を皮切りに、ソフト的なリブートと継続を兼ねた4作目の『死霊のはらわた』（2013年）、2023年に5作目の『Evil Dead Rise』が公開された。そして2015年から2018年まで放送された後続のTVシリーズ『死霊のはらわた リターンズ』など、メディア・フランチャイズを生み出し、フランチャイズにはビデオゲームやコミックも含まれている。また、アッシュ・ウィリアムズというキャラクターは、文化的アイコンとしても考えられている。

## ストーリー
フロリダ州ジャクソンビルで楽しい休暇を過ごそうと、主人公のアッシュ、姉のシェリル、恋人のリンダ、友人のスコットと彼の恋人のシェリーら5人の若者たちは道中で森の小屋を訪れる。
その地下室を物色していたスコットは、偶然『死者の書』とそれに書かれていた呪文を録音したオープンリールを見つけ、興味本位で再生してしまう。録音されていたのは、森に封じ込められていた悪霊を蘇らせてしまう呪文だった。
復活した悪霊の声に呼び寄せられて森に出たシェリルは森の木々に襲われ、負傷して小屋へ逃げ戻ると、恐怖に怯えて強引にアッシュに運転させ、車で山を降りようとするも途中の橋が崩落しており、やむなく小屋へ引き返す。状況を把握しようとテープの続きを聞いていると、突如シェリルが悪霊に憑依されて死霊と化し、リンダの足首を鉛筆で刺して負傷させる。
スコットは斧で反撃してシェリルを地下室へ閉じ込めるが、シェリーも窓を破って侵入してきた悪霊に憑依されて死霊と化し、スコットに襲いかかる。格闘の末、スコットはテープに録音されていた「死霊を倒す方法」に従い、シェリーの身体を斧でバラバラに切断する。スコットはアッシュと2人でシェリーを埋葬するが、自分は迂回路を探してでも帰るとアッシュたちを置き去りにし、森に入ってしまう。
小屋へ戻ったアッシュが眠っているリンダの様子を見に行くと、足首の傷から何かが広がり、彼女も死霊と化す。そこへ、森の木々に襲われて瀕死と化したスコットが逃げ戻ってくる。リンダを小屋の外へ追い出したアッシュは、スコットを何とか励まして水を飲ませようとするが、彼は息絶えてしまう。
一人残されたアッシュはナイフを持ったリンダに襲いかかられ、彼女の背中にそのナイフを突き立てて倒すと、納屋に運んでチェーンソーで切断しようとするが、どうしても決心がつかずに外で埋葬する。まもなく、土の中から飛び出して襲いかかってきたリンダに対し、アッシュはスコップで斬首する。
小屋へ戻ったアッシュは、死霊と化したスコットとシェリルに襲いかかられ、スコットに足を掴まれて動けなくなるが、床に落ちていた「死者の書」をリンダの形見のペンダントで手繰り寄せ、暖炉に投げ込む。死者の書が燃え上がると死霊たちは次々に溶け出し、その腹を粉砕して「異形の生き物」が現れては力尽きていった。
やがて夜明けが訪れ、静寂の中でアッシュは小屋を出るが、彼の背後から何かがアッシュに迫り、襲いかかるのだった。

## キャスト
| 役名     | 俳優                 | 日本語吹替 |
| -------- | -------------------- | ---------- |
| アッシュ | ブルース・キャンベル | 鈴木正和   |
| シェリル | エレン・サンドワイズ | 乾政子     |
| リンダ   | ベッツィ・ベイカー   | 浅野るり   |
| スコット | ハル・デルリッチ     | 加瀬康之   |
| シェリー | サラ・ヨーク         | 伊藤亜矢子 |

アッシュ
本作の主人公で、リンダとは恋人同士。
シェリル
アッシュの姉。一部の字幕では、「妹」と翻訳されている。木にレイプされる。
リンダ
アッシュの恋人。
スコット
アッシュの友人で、シェリーとは恋人同士。
シェリー
スコットの恋人。

## スタッフ
- 監督：サム・ライミ
- 製作：ロバート・タパート
- 製作総指揮：ロバート・タパート、サム・ライミ、ブルース・キャンベル
- 脚本：サム・ライミ
- 撮影：ティム・ファイロ
- 編集：エドナ・ルース・ポール、ジョエル・コーエン
- 特殊撮影：バート・ピアーズ
- 特殊メイク：トム・サリバン
- 音楽：ジョセフ・ロデュカ

## オリジナルサウンドトラック
- 死霊のはらわたⅠ&Ⅱ（1993年7月1日、日本コロムビアより販売された）

## 製作

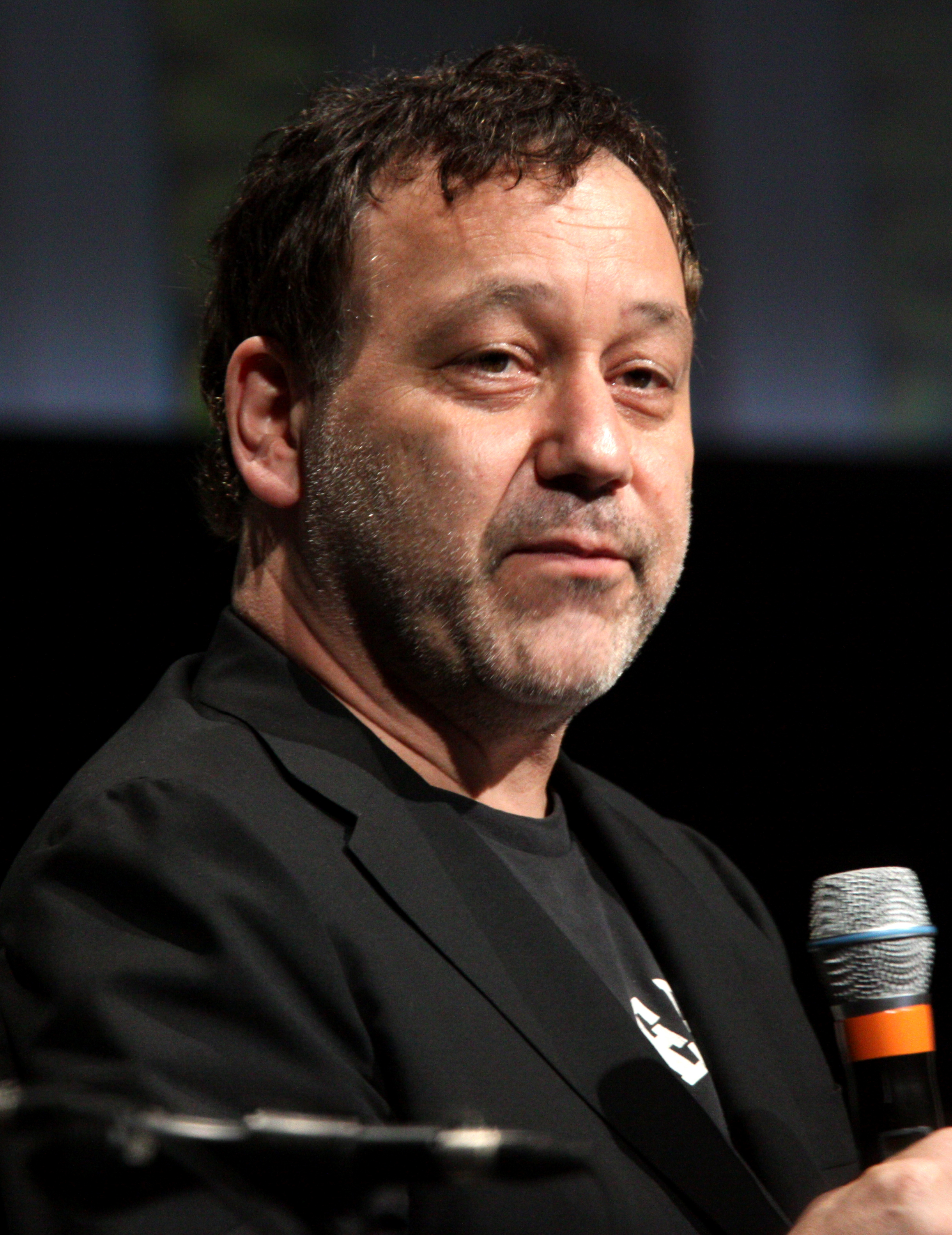
サム・ライミ　長編映画『死霊のはらわた』に対する投資者からの関心を集めるために短編映画である「ウィズイン・ザ・ウッズ」を制作した。

### 背景と執筆
サム・ライミとブルース・キャンベルは幼いころからの友達であった。2人は協力して低費用でいくつかの8ミリ映画を製作した。 その中には「クロック・ワーク」（Clockwork）や「イッツ・マーダー」（It's Murder!）といったいくつかのコメディ映画もあった。「イッツ・マーダー」のサスペンスシーンの撮影によってライミはホラージャンルの映像制作意欲が沸き、ドライブインシアターでのホラー映画調査を行った後に、ライミはホラー映画を手掛けることとなった。初めに製作者の関心を引くであろう短編映画を製作し、そしてそこで集まった資金を使って長編映画を制作することを考えた。ライミが作った短編映画は「ウィズイン・ザ・ウッズ」（Within the Woods）と呼ばれた。その作品は1,600ドルで製作されたが、長編映画である『死霊のはらわた』の製作には100,000ドル以上が必要であった。
ライミは映画の製作費を作り出すため、友人の一人の弁護士を務めていたフィル・ギリーズに話を持ちかけた。ライミはギリーズに「ウィズイン・ザ・ウッズ」を見せた。ギリーズはその短編映画に特別感銘を受けたわけではなかったが、ライミに『死霊のはらわた』を制作する上での法律的助言を与えた。ライミはギリーズからの助言を念頭に置きながら、様々な人から強く援助資金を請うた。キャンベルは家族一人一人に頼みこみ、ライミは興味をもったと思った人に頼んだ。最終的に、当初期待していたほどではなかったが、長編映画の制作に必要になる十分な資金を集めることができた。
二人は映画製作に必要な資金を手に、ハワード・フィリップス・ラヴクラフトの小説の中でライミが面白いと思ったものから「死者の書」という仮のタイトルをつけ、制作を始めた。その映画は高い制作費用を使い、短編映画である「ウィズイン・ザ・ウッズ」を長編映画に再映画化したものになると考えられていた。ライミは撮影の直前に20歳になり、彼はこの撮影計画を「通過儀礼」として考えた。

### 制作準備と配役

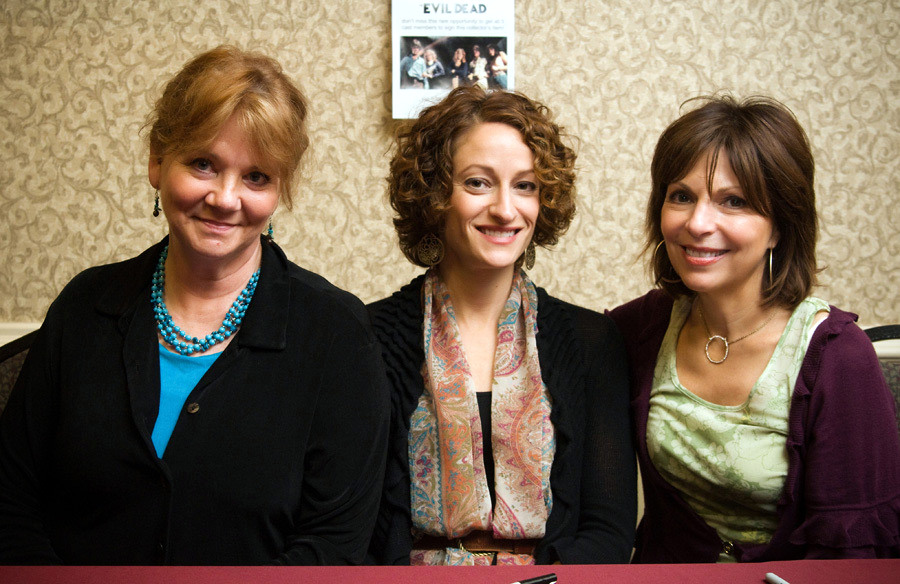
2009年時のベッツィー・ベイカー、エレン・サンドワイズ、テレサ・ティリー

映画『死霊のはらわた』の制作のためにライミはかつて共同で制作していた仲間や友人に援助を依頼した。ライミはキャンベルを主人公であるアッシュ・ウィリアムズに配役した。多くの役者を集めるため、ライミは「ザ・デトロイト・ニュース」に広告をつけた。それに応えた女優の一人であるベッツィー・ベイカーや、「ウィズイン・ザ・ウッズ」に出演していたエレン・サンドワイズも同様に配役した。スタッフのほとんどがライミとキャンベルの友人や家族で成り立っていた。「ウィズイン・ザ・ウッズ」のメイクアップアドバイサーであるトム・サリバンは以前にライミと働くことに対しての前向きな反応をしていたため、特殊効果を制作するために連れてこられた。
キャストはロケーションスカウトの正式な協力なしに、自分自身でロケ地を探さなければならなかった。制作チームは初めにライミの故郷であるミシガン州ロイヤルオークで撮影を進めようとしたが、テネシー州モーリスタウンでの撮影を選んだ。なぜなら、テネシー州は唯一ライミの映像制作に対する意気込みを示していたからであった。制作チームはすぐに他の建物から遠く離れた場所に位置する小屋を見つけた。制作準備の時点で13人のメンバーがそこにとどまらなければならず、 同じ部屋で眠らなければいけなかった。メンバーの中で意見がぶつかってしまうこともあり、生活状況は厳しかった。
スティーブ・フランケルは唯一の大工であったため、美術監督の単独貢献者になった。外観撮影のために電動丸のこを使っていくつかの精密な小道具を作らなければならなかったが、小屋のほとんどは制作中に発見された状態のまま使用された。小屋に配管設備はなく、電話の配線だけがつながっていた。

### 撮影
この映画ではシェイキーカム（shaky-cam）という撮影技法を用いている。シェイキーカムとは中央にカメラを取りつけた木材を二人の人間が両方で持ちながら全速力で走るといった撮影技法である。本来、監督はステディカムを利用したかったが、予算の都合で使えなかったために発案した苦肉の策であり、これ以後で同じような撮影をする場合はステディカムを使用している。
終盤、主人公が壁の後ろから悪霊の手に捕まれる演出が有るが、これは監督の手である。当時、予算と配役の関係上、カメラマンと二人きりになってしまい、その様な演出に変えたとのこと。

### 編集

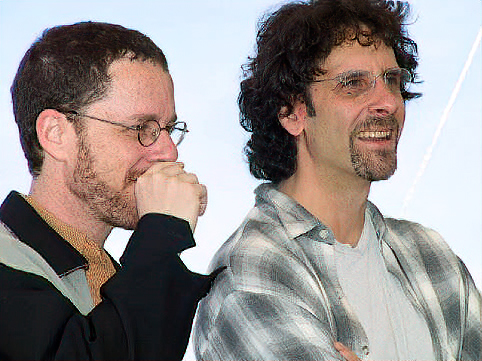
写真右が映像編集に協力したコーエン兄弟のジョエル・コーエン

大規模な映画製作の過程の後、ライミには編集しなければならない「多量のフィルム映像」があった。ライミはデトロイト編集協会を編集場所に選び、そこでエドナ・ポールに会った。ポールのアシスタントをしていたのはコーエン兄弟のジョエル・コーエンであり、彼は映像編集を手伝った。 ポールは映画の大半を編集し、ジョエルは特に小屋での場面を編集した。ライミが制作した「ウィズイン・ザ・ウッズ」に触発されたジョエルは、投資者の関心を集めるための試作映画を制作する考えを気に入った。ジョエルは弟のイーサンと協力して『ブラッド・シンプル』の制作を促進するためにこのコンセプトを利用した。そしてこの編集過程を通じてライミとジョエルは友人となった。
最初の編集で117分に達するほどになったが、キャンベルはシナリオでは65分しかなかったことを考えると素晴らしい仕上がりだと思った。その後、より市場向きの85分に至るまで編集を進めた。  ライミはブライアン・デ・パルマが映画『ミッドナイトクロス』の編集をジョン・トラボルタと共同で同じ音響施設で行っていることに触発された。編集期間の中で最も複雑だった状況のひとつに、「死体が溶けていく」場面のストップモーションがあった。その編集には何時間もかかった。映画にはスタッフによる広範囲にわたる録音を必要とする独特な音があった。いくつかの音は制作期間中に正確に記録されず、編集室で再び録音しなければならなかった。死んだ鳥の肉を突き刺して切断された肉の音を再現し、またキャンベルは録音のためにマイクに向かって何時間も叫び続けた。
『死霊のはらわた』は16mmで撮影した為、映画館で上映されるために当時基準であった35mmまで引き延ばす必要があった。しかし「ウィズイン・ザ・ウッズ」に比べて大きな費用があったため、その作業は比較的簡単なものだった。

## その後
『死霊のはらわた』およびそのシリーズは映画史上最高のカルト映画三部作と呼ばれるようになった。小説『The Essential Cult TV Reader 』を記したデイヴィッド・レイヴリーは「キャンベルのキャリアはカルトのアイドルになるための指針」と語った。この映画以降、ライミとキャンベルはよくコラボレイトするようになった。ライミは事実上全ての映画にキャンベルを起用し、キャンベルは映画史上最高の興行収入を得たライミのスパイダーマンの映画作品3作全てにカメオ出演した。暴力的ホラー映画監督として知られるライミが家族向け映画の監督をすることに難色を示されることも多かったが、ライミにとって監督する映画作品を選ぶのは子供が漫画本を選ぶようなものだと語った。2009年、ライミは『スペル』でホラー・コメディ界に戻ってきた。
批評家は、キャンベルの当たり役とされるアッシュ役の演技とその後の演技をしばしば比較する。キャンベルの演技は映画『プレスリーVSミイラ男』（2002年）のエルヴィス・プレスリー役からテレビドラマ『X-ファイル』のエピソード『愛児（Terms of Endearment）』（1999年）の悪役まで幅広い。キャンベルのファンは『死霊のはらわたII』および短期間で終了した『The Adventures of Brisco County, Jr.』以降拡大した。彼はファン・ミーティングによく登場し、その入場券は完売する。『死霊のはらわた』は後のカルト映画に影響を与え、カルト・クラシックとして決定的になった。
『死霊のはらわた』は様々な派生作品を生み出した。ゲームソフトでは、1984年、コモドール64の『The Evil Dead』、1990年代、PlayStationおよびPlayStation 2の三部作『Evil Dead: Hail to the King』、『Evil Dead: A Fistful of Boomstick』、『Evil Dead: Regeneration』が発売された。ライミの弟テッド・ライミが三部作に声で出演し、キャンベルはアッシュ役の声を担当した。アッシュ役が主役となるコミック『Army of Darkness』が出版された。コミック『Freddy vs. Jason vs. Ash 』シリーズでアッシュはフレディ・クルーガーとジェイソン・ボーヒーズの双方、『Army of Darkness vs. Re-Animator』のハーバート・ウェスト、マーベルコミックスのスーパーヒーロー・チーム『アベンジャーズ』のゾンビ版『Marvel Zombies vs. The Army of Darkness』、バラク・オバマを守るフィクション『Army of Darkness: Ash Saves Obama』で戦った。2008年1月、ダークホースコミックスは『死霊のはらわた』を題材にしたマーク・ヴァーヘイデン作、ジョン・ボルトン画による月刊コミックを出版した。
また2003年、映画に着想を得てライミとキャンベルの許可を得て製作されたミュージカル『EVIL DEAD THE MUSICAL〜死霊のはらわた〜』が開幕し、2009年、日本人キャストによる日本公演が行われた。2013年、フェデ・アルヴァレズ監督、ライミおよびキャンベルのプロデュースによるリメイク映画『死霊のはらわた』が製作された。主演は女優ジェーン・レヴィでアッシュは登場しない。キャンベルはクレジット無しで、クレジットが流れた後の短い映像にカメオ出演している。